# Theniet El Had
Theniet El Had (în arabă ثنية الاحد) este o comună din provincia Tissemsilt, Algeria.
Populația comunei este de 30.777 locuitori (2008).